# ジャン＝ピエール・ローランス
ジャン＝ピエール・ローランス（Jean-Pierre Laurens、1875年3月18日 - 1932年4月23日）はフランスの画家である。

## 略歴
パリで生まれた。父親のジャン＝ポール・ローランスは画家で、パリ国立高等美術学校や私立の美術学校のアカデミー・ジュリアンで多くの画家を指導したことで知られている。兄のポール・アルベール・ローランス(1870-1934)も画家になった。1890年からアカデミー・ジュリアンで兄とともに学び、フランス芸術家協会の展覧会に1899年に初めて出展し入賞し、その後も高い評価を受けた。
有名な画家、工芸家のジュール・ディエトルルを祖父とする、芸術家の一家の出身で彫刻家として活躍していた、イヴォンヌ・ディエトルル(Yvonne Diéterle:1882-1974)と結婚した。
第一次世界大戦が始まると、出征し、アルデンヌ県のRocquigny近くで、足に銃弾を受け負傷し、捕虜になった。1914年9月にベルリンの南のヴィッテンベルク捕虜収容所に送られた。収容所内の厳しい環境やチフスの流行の様子などのスケッチを残し後に出版した。その後、ラトビアのクールラントの労働収容所などに収容され、1918年に衰弱した状態で解放され、スイスの赤十字キャンプで療養された後フランスに戻った。
1928年から建築家フランドラン(Joseph Flandrin)らによって建設されたシャティヨンの教会(Église Notre-Dame-du-Calvaire de Châtillon)の装飾画の仕事をしたが、完成する前になくなり、プロジェクトは妻のイヴォンヌらによって引き継がれた。
1930年に芸術アカデミーの会員に選ばれた。アカデミー・ジュリアンやパリ国立高等美術学校で教えた。

## 作品

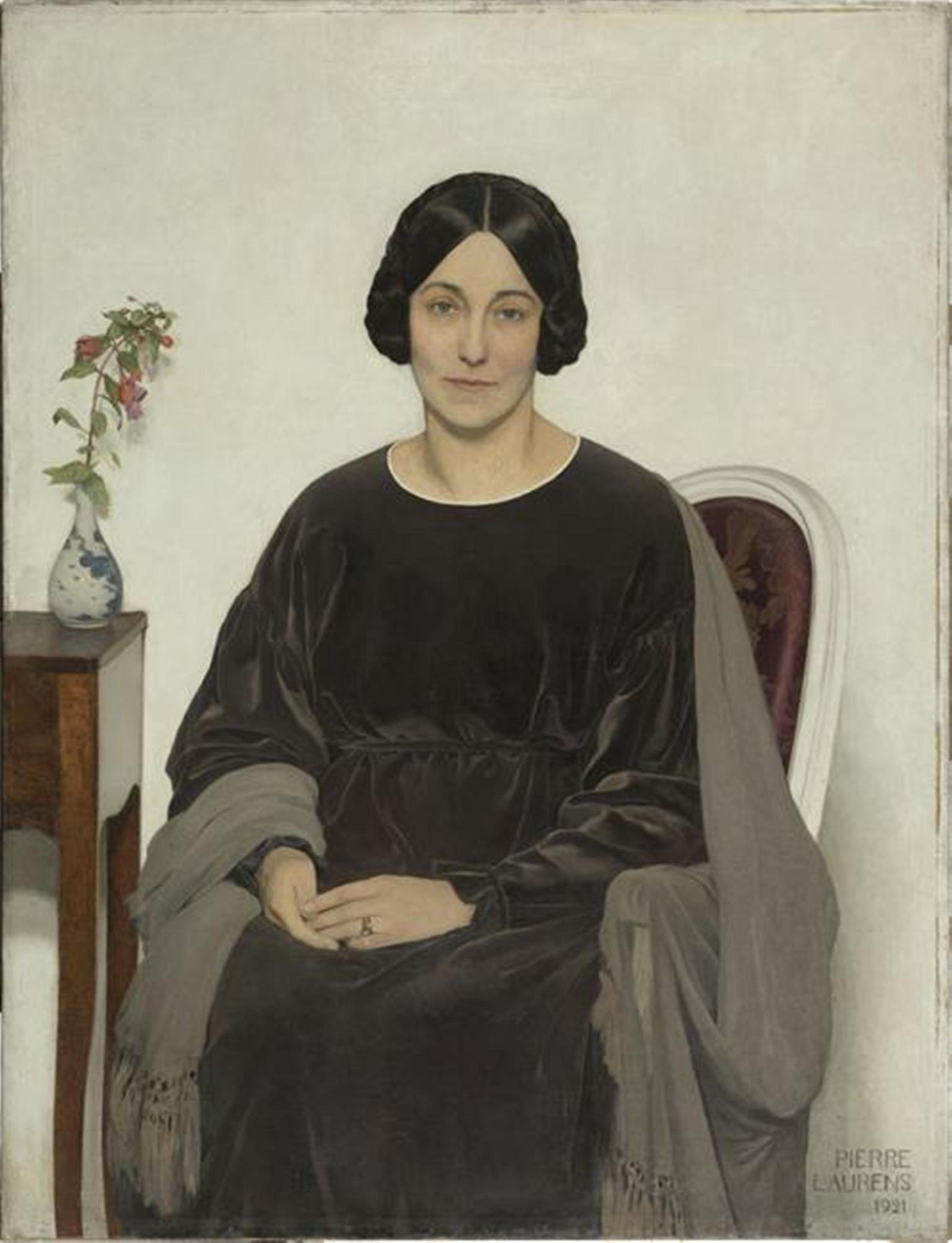
イヴォンヌ・ディエトルル (1921)
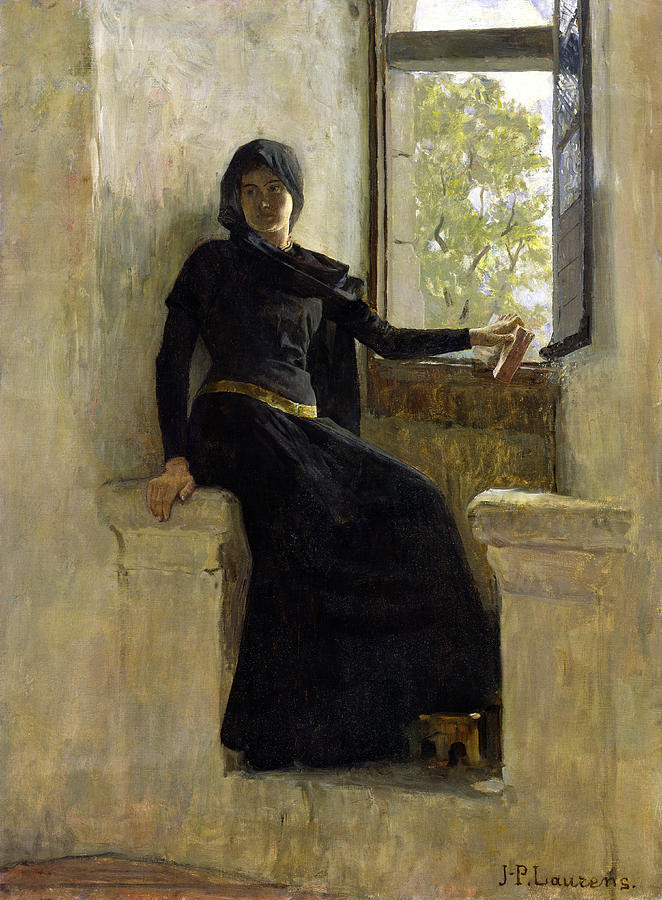
Attente (c.1905)
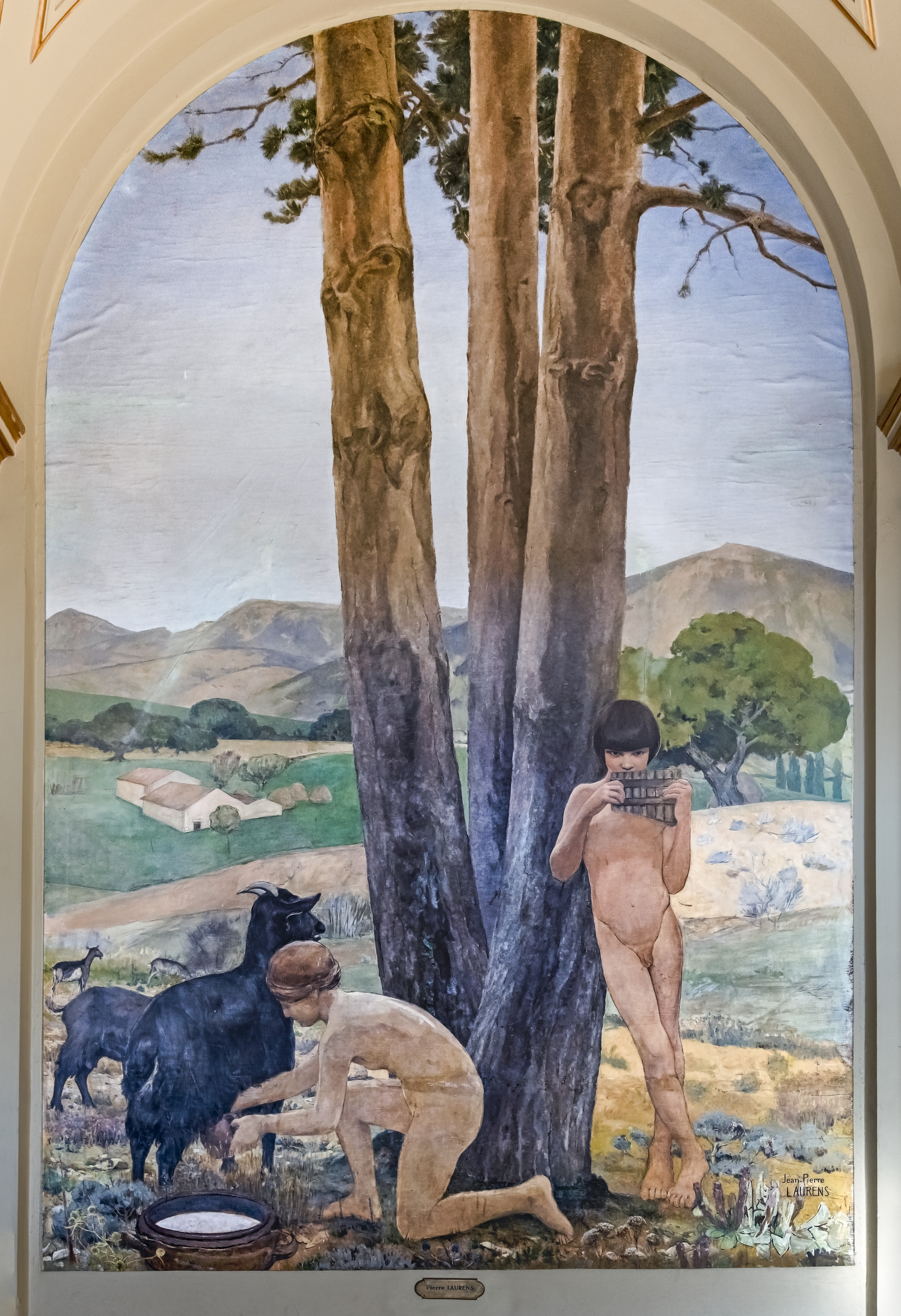
羊飼い
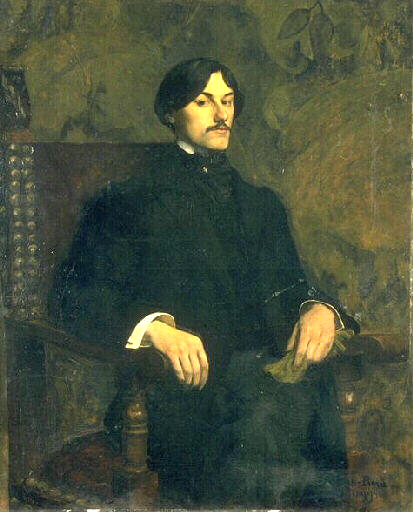
肖像画

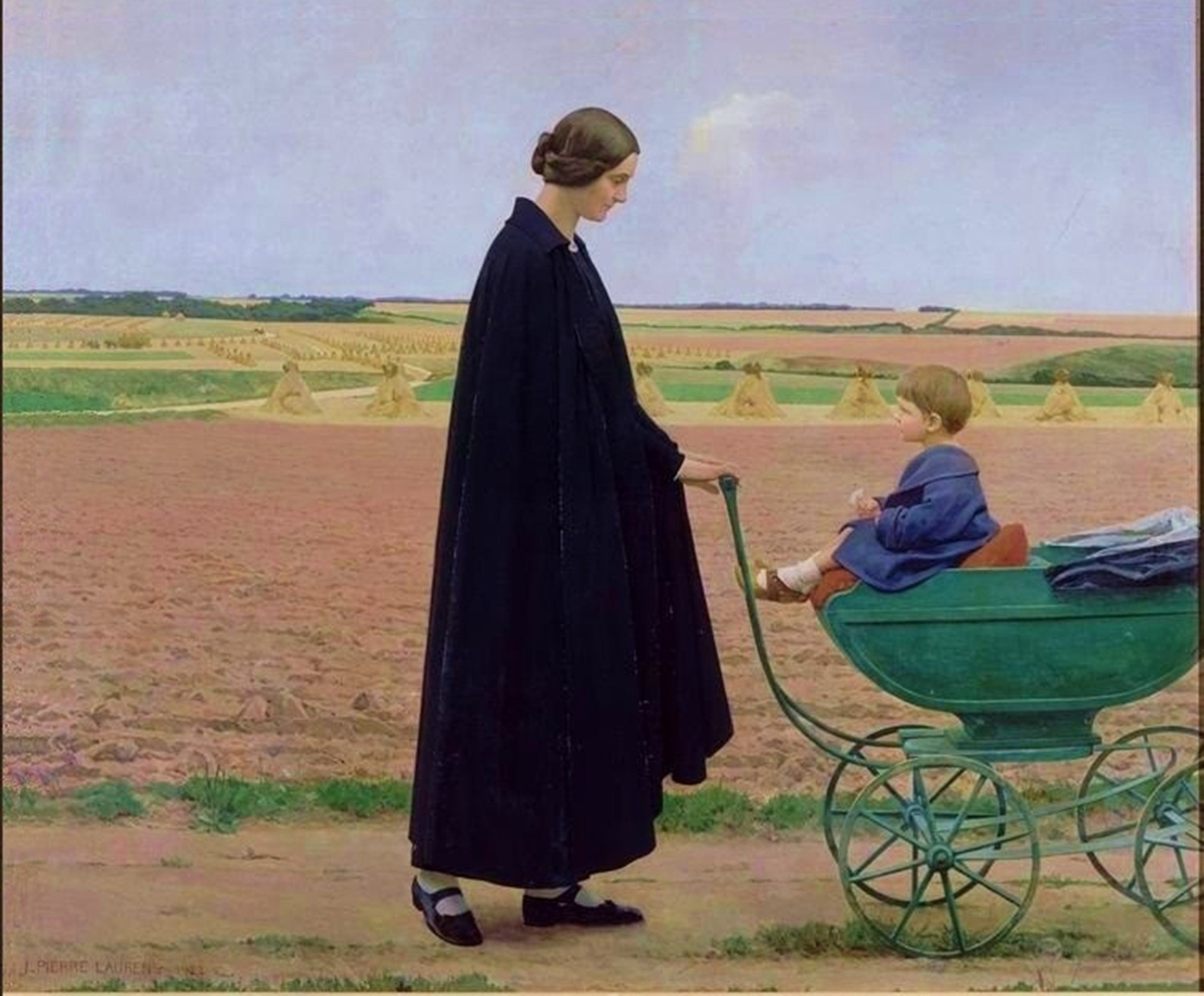
朝の妻(1922)
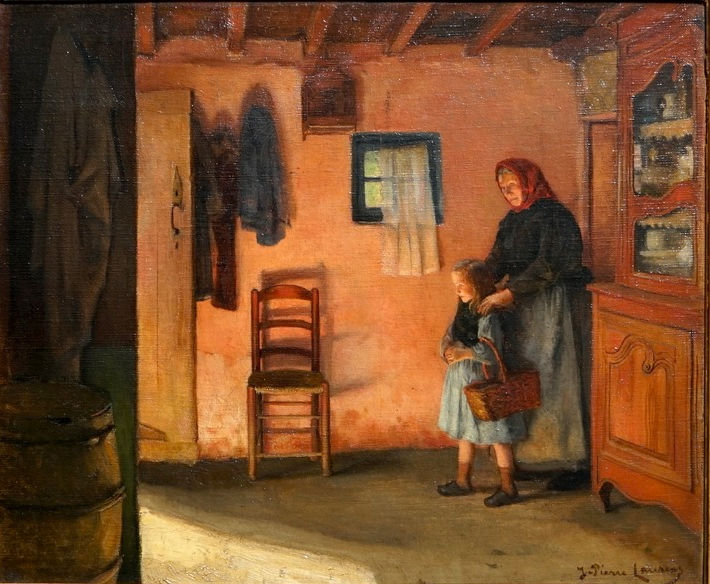
母親
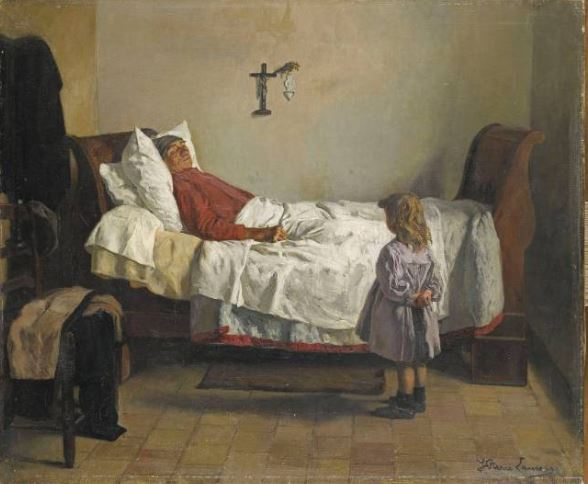
病む人

## 関連図書
- Bénézit, Dictionnaire critique et documentaire des peintres, sculpteurs, dessinateurs et graveurs de tous les temps et de tous les pays, Vol.3, Gründ, 1924